# Keyboard (instrument)
 For alternative betydninger, se Keyboard. (Se også artikler, som begynder med Keyboard)
Keyboard er en i musikken anvendt engelsksproget betegnelse for et klaviatur, dvs. et ikke nærmere specificeret tangentinstrument, hvor musikudøveren fremkalder lyd af en udvalgt tonehøjde ved anslag af en bestemt tangent. Betegnelsen er navnlig knyttet til moderne elektroniske tangentinstrumenter, hvor man kan vælge mellem forskellige forprogrammerede lyde, som kan være efterligninger af akustiske eller elektroniske musikinstrumenter.
Nogle modeller er anslagsfølsomme som et klaver, så man kan variere lydstyrken mens man spiller. For at tilnærme instrumentet endnu mere til et klaver, har nogle keyboards en pedal som klaverets til at holde tonen med.
Nogle keyboards har en indbygget rytmeboks og har automatik til akkorder, så man kan få en fuld akkord ud fra grundtonen alene.

## Forskellige typer keyboards
Man skelner mellem fem forskellige slags keyboards:
- Synthesizer
  - Synthesizeren skaber unikke lyde ved brug af waveforms. Instrumentet er meget populært inden for techno og house.
- Workstation
  - En workstation kan både optage, komponere og producere musik. Derfor kan man se instrumentet som et komplet studie.
- Arranger keyboard
  - Et arranger keyboard minder meget om en workstation, men har færre funktioner. Instrumentet bruges meget af solister under liveoptrædener.
- Traditionelt keyboard
  - Indeholder de mest basale funktioner. Hovedformålet med dette instrument er blot at spille klaver.
- MIDI keyboard
  - MIDI keyboardet bruges til at producere elektronisk musik og findes med forskellige surfaces. Nogle består af drumpads, mens andre består af et klaviatur.